# Arthur Wontner

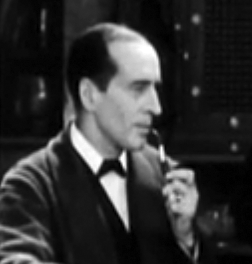
Arthur Wontner als Sherlock Holmes in The Sleeping Cardinal

Arthur Wontner (21. Januar 1875 in London, England – 10. Juli 1960 ebenda) war ein britischer Schauspieler.

## Leben
Der große, herrisch wirkende Wontner machte seine ersten Bühnenerfahrungen im Jahr 1897 und kam 1915 zum Film. Besonders bekannt wurde er durch seine zurückhaltende Interpretation des Detektivs Sherlock Holmes in fünf zwischen 1931 und 1938 entstandenen Filmen. Von der Witwe Arthur Conan Doyles wurde er als der Schauspieler bezeichnet, der dem Original am nächsten gekommen sei. Später wechselte er zu Nebenrollen.

## Filmografie (Auswahl)
- 1916: Lady Windermere’s Fan
- 1916: The Bigamist
- 1931: The Sleeping Cardinal
- 1932: Das Zeichen der 4 (The Sign of Four)
- 1932: The Missing Rembrandt
- 1932: Condemned to Death
- 1935: The Triumph of Sherlock Holmes
- 1935: Royal Cavalcade
- 1936: Sturm im Wasserglas (Storm in A Teacup)
- 1937: Silver Blaze
- 1938: Kate Plus Ten
- 1943: Leben und Sterben des Colonel Blimp (The Live and Death of Colonel Blimp)
- 1953: Im Schatten des Korsen (Sea Devils)
- 1953: Die feurige Isabella (Genevieve)
- 1955: Mord ohne Mörder (Three Cases of Murder)